# وليام بيغلر
وليام بيغلر (بالإنجليزية: William Bigler) (5 يناير 1814 - 9 أغسطس 1880) كان سياسياً أمريكياً ينتمي إلى الحزب الديمقراطي. ولد وليام بيغلر في 11 كانون الثاني من سنة 1814 في ولاية بنسلفانيا الأمريكية كان بيغلر حاكما على ولاية بنسلفانيا ما بين عام 1852 إلى عام 1855 وعضوا في مجلس الشيوخ الأمريكي ما بين عامي 1856 إلى عام 1861 توفي وليام بيغلر في 9 آب من سنة 1880 في ولاية بنسلفانيا.